# Missa sine nomine
Missa sine nomine est un roman écrit par Ernst Wiechert, publié en 1950.

## Historique
En 1948, Ernst Wiechert s'installe à Stäfa, canton de Zurich, en Suisse, où il rédige son dernier grand roman Missa sine nomine (1950), un ouvrage poétique qui décrit le retour d'un ancien déporté dans son pays bouleversé par la politique et par la guerre, et sa réconciliation avec la descendance de ses anciens bourreaux.
Souffrant, Ernst Wiechert a terminé ce roman peu avant sa mort et a tenu dans ses mains le premier exemplaire imprimé de ce livre qui, depuis, a été traduit en anglais, français, italien et polonais.
« Le titre de ce livre aurait été inspiré à Wiechert par la Missa sine nomine du vieux maître Tadei da Granda, qu'il entendit jouer à Zurich en mai 1950. Wiechert lui prêterait un sens symbolique : de même que la messe célèbre le mystère de la transsubstantiation, ce roman évoque la métamorphose de la haine en amour et de la rancune en charité, qui s'opère dans l'âme d'un ancien concentrationnaire ».

## Personnages
Les personnages principaux sont trois barons : les frères Amadeus, Erasmus et Ägidius Liljecrona, qui se retrouvent au lendemain de la Seconde Guerre mondiale . Amadeus a été déporté dans un camp de concentration, Erasmus est un général en retraite, Ägidius a exploité les biens de la famille jusqu'à sa fuite hors de Prusse-orientale.
Les personnages secondaires sont le garde forestier Buschan, sa femme, leur fille Barbara, le vieux cocher Christophe, le pasteur Wittkopp, le lieutenant américain John Hilary Kelley et le commerçant juif Jacob.

## Résumé
Dans l'Allemagne vaincue de 1945, en Thuringe, Amédée von Liljecrona retrouve ses deux frères qui ont fui la Prusse orientale occupée par les Russes. Dénoncé par son garde forestier, il a passé quatre ans dans un camp de concentration ; pour ce retour parmi les hommes, il a besoin de solitude...

## Éditions en allemand
- Missa sine nomine, à Zurich en 1950.
- Missa sine nomine, Desch, à Munich en 1950.

## Traductions en français
- Missa sine nomine, traduit par Jacques Martin chez Calmann-Lévy, 1953.
- Missa sine nomine, traduction de Jacques Martin chez Calmann-Lévy, coll. « Le Livre de poche », 1965.
- Missa sine nomine, Calmann-Lévy, 2004.